# Oulton, Suffolk
Oulton är en by och en civil parish i distriktet East Suffolk i grevskapet Suffolk i England. Den ligger i den sydöstra delen av Storbritannien, 160 km nordost om huvudstaden London. Orten har 4 060 invånare (2011).
Kustklimat råder i trakten. Årsmedeltemperaturen i trakten är 9 °C. Den varmaste månaden är juli, då medeltemperaturen är 17 °C, och den kallaste är februari, med 0 °C.